# Городовые магистраты

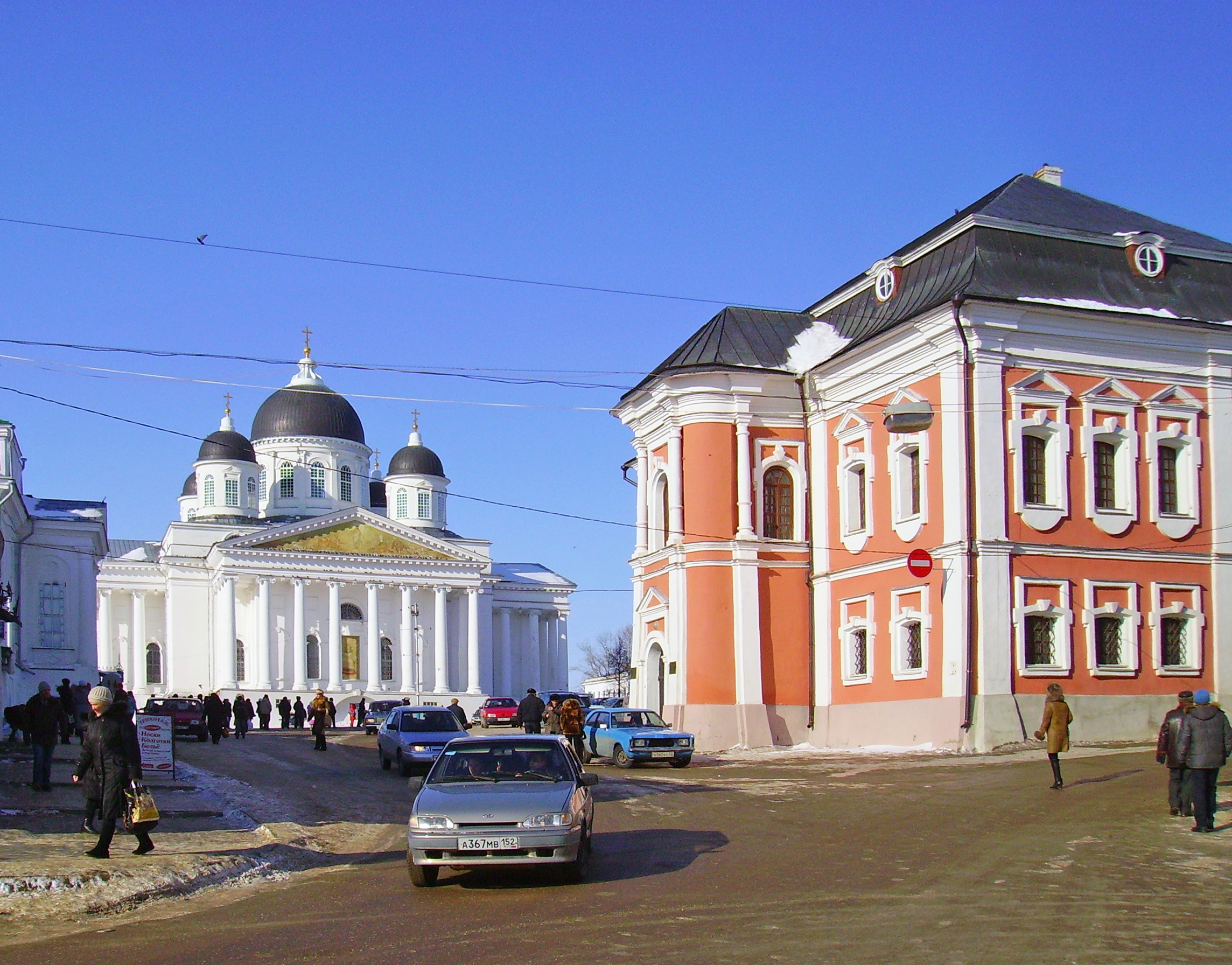
Арзамас. Соборная площадь. Здание магистрата (справа)

Городовые магистраты — в Российской империи местные органы государственной власти на уровне города и суд первой инстанции в 1724—1727 и в 1743—1778 гг. и только суд первой инстанции в 1775—1800 и 1802—1864 гг.

## Состав
Состояли из избираемых гражданами бурмистров и нескольких ратманов, избираемых населением. В Москве главой городового магистрата был Президент Магистрата.

## Компетенция
Им было подчинено торгово-промышленное (купцы и мещане) население городов; они были обязаны также содержать в своем смотрении полицию, заводить школы, сиротские и смирительные дома, госпитали, биржи. Впоследствии сделались чисто судебными учреждениями; ведали всеми уголовными и гражданскими делами купцов и мещан; апелляционной инстанцией для них служили уголовные и гражданские палаты.

## История
Созданы в 1724 году, заменив собой ратуши и земские избы, в 1727 году переименованы в ратуши, в 1743 году — восстановлены под прежним названием, в 1778 функции органов местного самоуправления переданы городским думам и шестигласным думам, с сохранением за магистратами функций городского суда. В 1800 году были вместе с городскими думами и шестигласными думами упразднены, вместо всех них были созданы ратгаузы, осуществлявшие одновременно и функции органов местного самоуправления и функции городского суда. В 1802 году восстановлены вместе с городскими думами и шестигласными думами. С введением судебных уставов 1864 года были заменены мировыми судьями, а в 1885 году исчезли последние из них.
Здания магистратов сохранились в Арзамасе, Орле, Тобольске, Торжке, Вышнем Волочке и других городах.